# メリル・テニイ
メリル・チャピン・テニイ（Merrill Chapin Tenney, 1904年 - 1984年）はアメリカ合衆国の福音派の神学者である。

## 経歴
1904年マサチューセッツ州のチェルシーに生まれ、1927年ゴードン・カレッジで神学と宣教学の学士号 (Th.B) を取得、その間、1926年から1928年まで短期間牧師として奉仕する。1930年にはボストン大学大学院より修士号 (M.A.) を取得した。1930年にゴードン・カレッジの聖書学教授になり、1943年からはホイートン・カレッジ神学部新約教授になる。1945年には大学院の学部長になる。。
1944年にハーバード大学大学院で聖書ギリシア語で哲学博士号 (Ph.D) を取得する。1971年に引退する。
新アメリカ標準訳聖書の翻訳チームの一人になり、『ゾンダーヴァン図版聖書辞典』（Zondervan Pictorial Bible Dictionary）の総編集者にもなった。

## 著書
- 『新約聖書概観』いのちのことば社、1962年
- 『ヨハネによる福音書』聖書図書刊行会、1958年
- 『ガラテヤ人への手紙』聖書図書刊行会、1968年
- 『ヨハネの黙示録』聖書図書刊行会、1972年